# Filip Lamprecht
Filip Konstantin Kaspersen Lamprecht, född 27 mars 1997 i Sankt Matteus församling i Stockholm, är en svensk företagare och före detta fotomodell. 
Han är son till Martin Lamprecht och Kristin Kaspersen. Lamprecht var 2021 en av deltagarna i Let's Dance, där hans danspartner var Linn Hegdal, och de vann finalen den 15 maj 2021.
Lamprecht startade 2021 företagsgruppen Amiculos inriktat mot affärs- och fastighetsutveckling där han är ordförande i flera av gruppens bolag bland annat tillsammans med skidåkaren Marc Girardelli, journalisten Hans Fahlén och affärskvinnan Gunilla Herlitz.
2022 deltog han i Klimatkampen på SVT.
2023 deltog han i den tionde säsongen av Hela kändis-Sverige bakar på TV4.
2024 kom Lamprecht tvåa i Sveriges Mästerkock VIP. 2024 deltog han i inspelningen av den åttonde säsongen av Över Atlanten som planeras att sändas på Kanal 5 och Max våren 2025.